# Арутюнова, Диана Артуровна
Диана Артуровна Арутюнова (род. 24 мая 1988, Баку) — украинская шахматистка, мастер спорта Украины, гроссмейстер среди женщин (2005).

## Биография
Занимается шахматами с 7 лет, первые тренеры Александр Алексиков и Владимир Ретинский, представляла город Симферополь. С 10-летнего возраста принимала участие в детских и юношеских соревнованиях по шахматам, неоднократно становилась призёром первенств Украины. В 2000 году стала бронзовым призёром чемпионата мира среди девочек до 12 лет. Звание международного гроссмейстера получила в 2005 году, а наивысший рейтинг (2373) имела в апреле 2004 года.
Двукратная чемпионка Украины среди девушек до 20 лет (2006, 2007). Также в 2006 году одержала победу на взрослом женском турнире «Галичина-2006» с участием 74 шахматисток.
Неоднократно участвовала в чемпионатах Украины среди взрослых, в том числе в 2002, 2004, 2006 (9 место), 2007 (3 место), 2008, 2009 (поделила 7-9 места). В 2003 году принимала участие в мужском чемпионате Украины.
В 2008 году в составе сборной Украины заняла второе место в соревнованиях по быстрым шахматам на Первых всемирных интеллектуальных играх, уступив в финале сборной Китая. В 2010 году стала победительницей Всеармянской шахматной олимпиады в Ереване.
В 2015 году после некоторого перерыва возобновила спортивную карьеру, участвует в турнире Chess Ladies Vienna 2015, представляет Украину и шахматный клуб Бадена.
Училась на факультете управления менеджмента и организации Таврического национального университета им. В. И. Вернадского. В 2013 году была председателем оргкомитета проходившего в Киеве международного шахматного турнира SBERBANK OPEN.

## Изменения рейтинга
| Графики недоступны из-за технических проблем. См. информацию на Фабрикаторе и на mediawiki.org. |